# Républicain Conservateur
De Républicain Conservateur (RC, Nederlands: Conservatieve Republiekeinen) vormden een kamerclub ten tijde van de Derde Franse Republiek. Haar leider, William Henry Waddington (1826-1894) was van februari tot december 1879 minister-president.
De RC was conservatief, maar wel republikeins. Ze vertegenwoordigden het grootkapitaal (haute finance).